# حيوان نجس

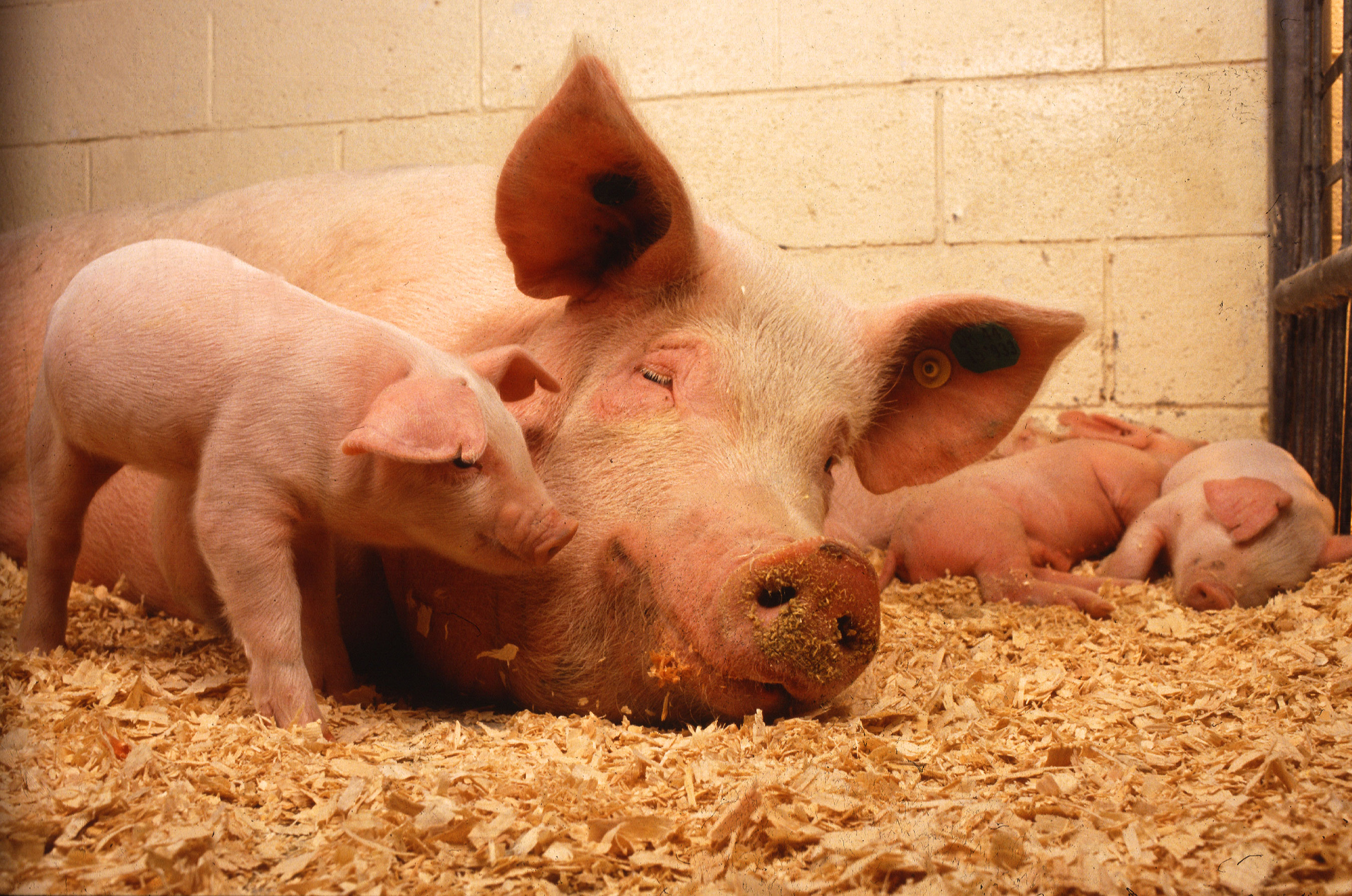
الخنزير؛ يعتبر حيوانًا نجسًا ويُحرّم أكله في بعض الأديان مثل اليهودية والإسلام.

الحيوان النجس هو الحيوان الذي يعد استهلاكه أو تناوله من المحرمات. وفقًا لعدد من الأديان، فإن الأشخاص الذين يتعاملون مع هذه الحيوانات قد يحتاجون إلى تطهير أنفسهم للتخلص من القذارة المرتبطة بهم عقب أكل هذه الحيوانات.

## اليهودية
يلعب مفهوم «الحيوانات النجسة»، أو بشكل أكثر دقة «الحيوانات القذرة» في اليهودية، دورًا بارزًا في الكشروت، حيث تحدّد الشريعة اليهودية ماهية الأطعمة المسموح بها (تسمى  كوشير ) أو الممنوعة على اليهود. وتعتمد هذه القوانين على كتب سفر اللاويين وسفر التثنية من التوراة وعلى مجموعة واسعة من تعليقات الحاخامات (في التلمود). ويذكر أن مفهوم الحيوانات النجسة قد ورد أيضًا في سفر التكوين، عندما أوعز النبى نوح إلى جلب كل أنواع «البهائم الطاهرة والضوارى النظيفة والطيور، وكل ما يدب على الأرض إلى السفينة».
تتم تسمية بعض الحيوانات في التوراة، بشكل واضح كطاهرة أو نجسة، بينما تصنف الأنواع الأخرى من خلال الخصائص التشريحية أو معايير أخرى. في بعض الحالات، هناك بعض الشك في المعنى الدقيق لإسم الحيوان في الكتاب المقدس.
وفقًا لقوانين الطعام اليهودية، حتى تكون «نقية» يجب أن يكون الحيوان خاليًا من بعض العيوب، ويجب ذبحها وتنظيفها وفقا للوائح محددة (وتسمى طريقة شحيطه). أي منتج من حيوان نجس أو أي ذبح بطريقة غير صحيحة هو أيضًا محرّم طبقًا للشريعة اليهودية. منتج الجيلاتين، على سبيل المثال، قد تم تجنبه، وعلى الرغم من أن الجيلاتين قد أصبح كوشير مؤخرًا (من الأبقار أو من الأسماك التي أعدت وفقًا للوائح الكوشير) وقد أصبح متاحًا. تمديد الحظر يشمل أيضًا أجزاءً معينة من الحيوانات الطاهرة، مثل الدم، وبعض الأنسجة الدهنية والعصب الوركي. أخيرا، يمنع طهي الحليب أو منتجات الألبان مع اللحوم، أو حتى استخدام نفس أواني المطبخ على حد سواء.

### الثدييات

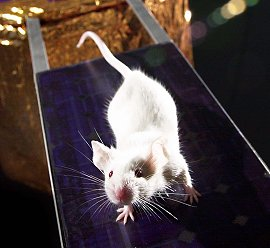
فأر.

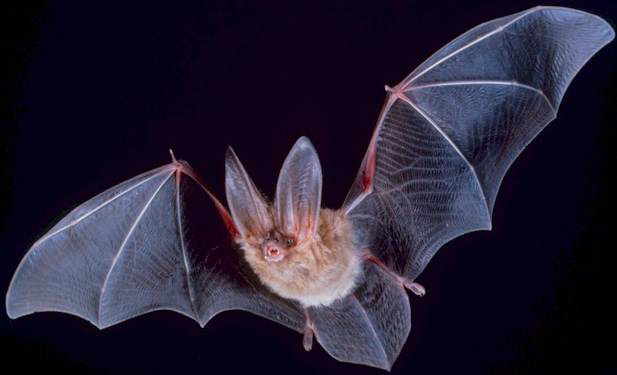
الخفافيش تاونسند ذو أذنين كبيرتين.

ثدييات أخرى تحظرها التوراة هي «المخلوقات الزاحفة»، مثل الفئران،  والمخلوقات التي تحلق مثل الخفاش. وفقا للتوراة، قإن الثدييات التي  both  أي تعيد المضغ المجتر (اجترار) وتعد من ذوات الظلف المشقوق، مثل الأبقار والماعز والأغنام، هي كوشير. بينما تلك التي لديها واحد من اثنين فقط من الخصائص هي نجسة، ولا يمكن أن تستهلك. سفر اللاويين يستشهد صراحة
الجمل، لأنه يجتر لكنه لا يعد من ذوات الظلف المشقوق oof; والوبر والأرنب يتم استبعادهما لنفس الأسباب. كما أنه يعلن صراحة أن الخنزير نجس، لأنه يعد من ذوات الظلف المشقوق ولكنه لايعد (اجترار).

### الأسماك

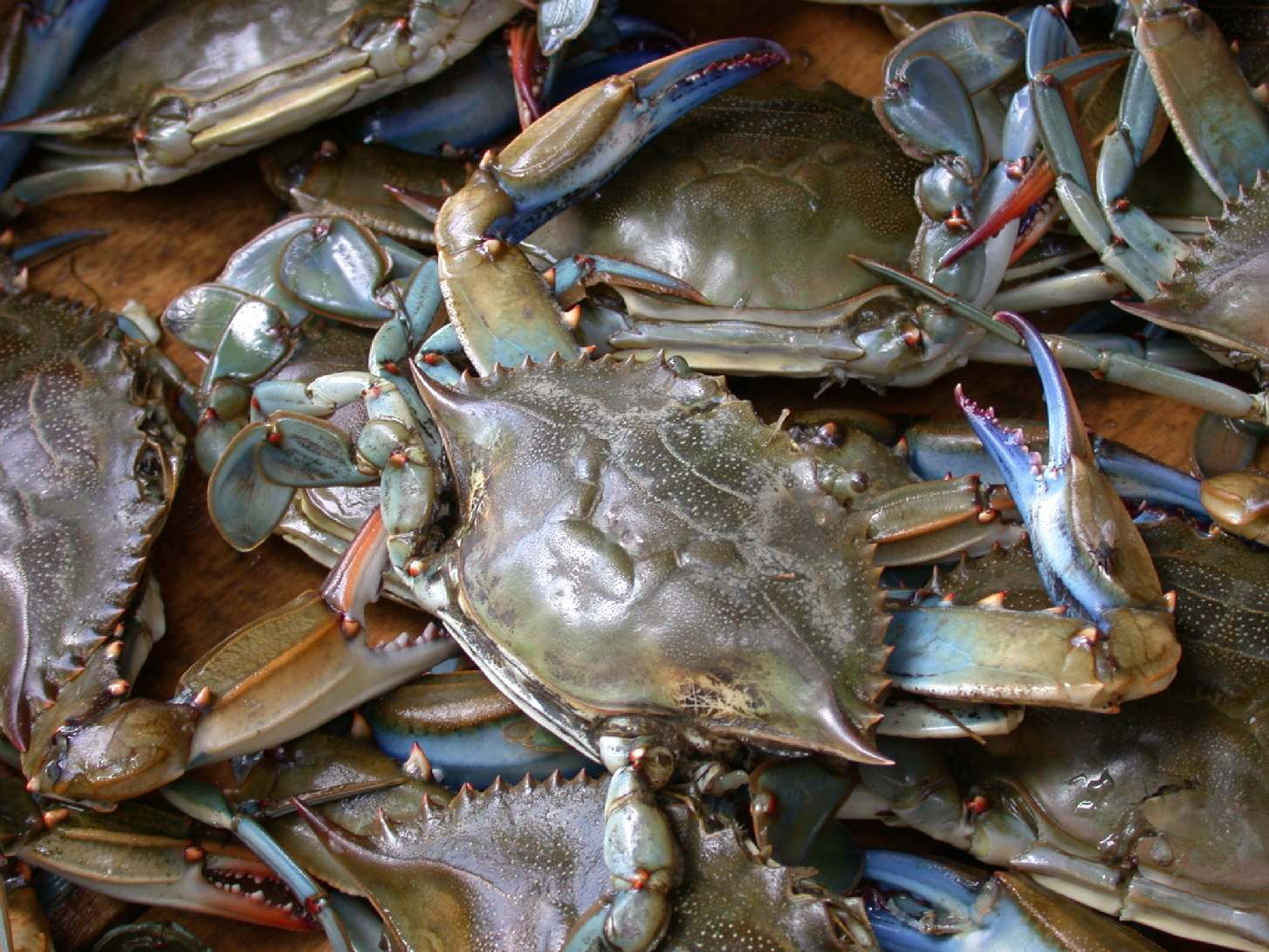
السلطعون الأزرق للبيع في بيريوس.

تبعا لLeviticus 11:9–10, أي شيء يأتي من الماء («في البحار، والأنهار») الذي يحتوي على الزعانف والقشور يؤكل.

### الطيور
التوراة تسمى فقط عدد قليل من الطيور التي قد لا تؤكل. تلك التي ليست في القائمة يفترض أن تكون موافقة للشريعة اليهودية. ومع ذلك، فإن هوية محددة من الطيور النجسة هي مسألة خلاف في النصوص اليهودية التقليدية. ولذلك فمن الشائع أن الطيور الوحيدة تؤكل مع تقليد واضح كونها موافق للشريعة اليهودية، مثل الطيور الداجنة.

### الحشرات

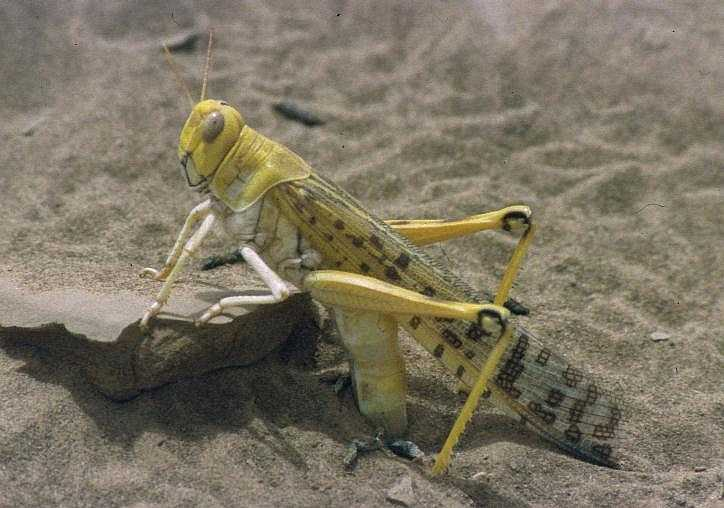
الجراد الصحراوي

التوراة تسمح بتناول أنواع معينة من «الحشرات المجنحة» (أي الحشرات ذوات الأجنحة)، في حين تحظر الآخرين. ولكن نظرا لعدم اليقين بشأن أسماء الحشرات باللعة العبرية فإن الحاخامات يوصون اليوم بأن جميع الحشرات تعتبر نجسة. يتم استثناء بعض أنواع الجراد ( الجراد )، التي تعتبر تقليديا من قبل بعض كوشير من قبل بعض المجتمعات اليهودية. Leviticus 11:20–23 التفاصيل التي الحشرات ليست للأكل، ويرجع ذلك إلى أمور الصياغة وتعتبر جميع الحشرات نجسة لتجنب الاستهلاك الخاطئ.
عسل النحل المنتج من النحل يعتبر موافقا للشريعة اليهودية لأن العسل ليس مصنوعا من النحل.

### القائمة الصريحة
تعتبر هذه الحيوانات نجسة وفقا لLeviticus 11 و Deuteronomy 14:
- خفاش
- الإبل
- الحرباء
- أرنب (وبريات)
- غاق
- وقواق
- عقاب
- نمس
- رخمة[16]
- حدأة[16]
- بوهة فرعونية[16]
- قواع
- الصقر
- مالك الحزين
- أبو طيط
- بومة أم قويق
- سحلية
- الطوبين
- الفأر
- ليلة هوك [16]
- عقاب نسارية
- نسر أبو ذقن
- البومة
- البجع
- خنزير
- الغراب
- الحلزون
- لقلق
- الخنازير
- السلحفاة
- نسر
- ابن عرس
- ضفدع

## المسيحية
في العصر الرسولي أي الأيام الأولى للمسيحية فقد ناقشوا ذلك إذا كان يجب على المتحولين أن يتبعوا العادات اليهودية (بما في ذلك الختان وقوانين الطعام) أم لا. وفقا لما ورد في مجلس القدس في وقد تم التوصل إلى حل وسط بين أولئك الذين يريدون الامتثال الكامل وأولئك الذين يفضلون وجهة نظر أكثر ليبرالية. تم الاتفاق على أن الوثنيون المتحولون من شأنهم أن يتحملوا «'أي عبء أكبر من هذه الأشياء الضرورية: أي الامتناع عن اللحوم المقدمة للأصنام، وعن الدم، والمخنوقة، والزنا من'». ومع ذلك فإن مدى تطبيق هذا القرار هي مسألة تستأهل بعض الجدل (نحو رؤية بالتوازي مع شرائع نوح السبع لGenesis 7).
ونقل عن السيد المسيح Mark 7:14–23 قوله ليس هناك شيء من دون رجل، أن الدخول في الإنسان ينجسه[...] فلا شيء على الإطلاق ينجس من دون يدخل في الرجل، فإنه لا يقدر أن ينجسه. لأنه لا يدخل إلى قلبه بل إلى الجوف ; وأيضا في Matthew 15:10–11. ليس ذلك الذي يمضي في الفم ينجس الإنسان. ولكن هذا الذي يخرج من الفم هذا ينجس الإنسان. وكثيرا ما يستشهد بهذه البيانات لدعم الرأي القائل بأن ممارسة المسيحية لا تشمل القيود الغذائية.

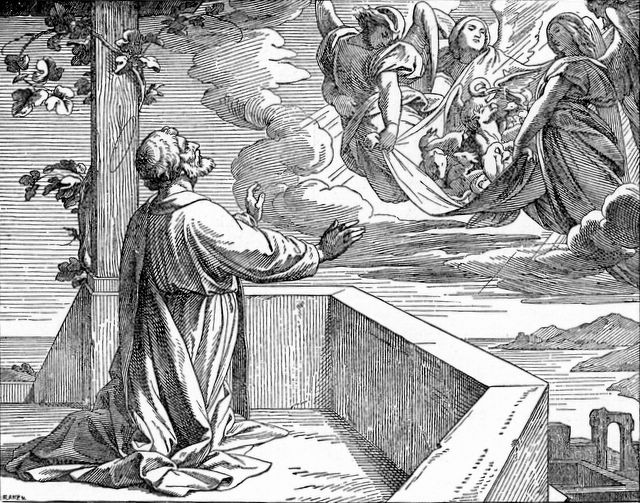
ورقة بطرس رؤيا مع الحيوانات. توضيح من كنوز من الكتاب المقدس، 1894.

ويشير أنصار وجهة النظر الليبرالية أيضا أن بيتر ذكر الرؤية في Acts 10:10-16 و Acts 11:5-10 الذي دعاه الله «لقتل وأكل» الحيوانات في «ورقة كبيرة» على أكل «أنواع الوحوش من ذوات الأربع في الأرض، والحيوانات البرية، والزواحف وطيور السماء». كما إلتمسوا الدعم من كتابات الرسل تيموثي (1 Timothy 4:3–5, فكل خليقة الله جيدة، ولا شيء يمكن أن يجعلها مرفوضة ذلك، إذا تم اخذها مع الشكر. لانها تتقدس بكلمة الله والصلاة) وبول
(Colossians 2:8–16}, "لاتدع أحدا بالتالي يحكم عليكم في الأكل أو الشراب، أو فيما يتعلق من العطلة، أو القمر الجديد، أو من أيام السبت).
يؤكد بول أن أي شيء تم اعتباره في خط الغذاء يعد مقبولا طالما أنه يفي باختبارين -أنه يجب تقديسه (أو يوضع كشئ مقدس على حدة) من خلال الكتاب المقدس، ويجب أن يصلي أكثر من ذلك مع الشكر [بحاجة لمصدر]. وكان لحم الخنزير موضوعا متنازعا عليه بشكل خاص، نظرا لأنه محظور صراحة في العهد القديم، حيث يتم مقارنتة بعبادة الأصنام. هناك نزاع حول هذا النص لأن العهد الجديد لم يعلن أبدا مباشرة أن لحم الخنزير يعد مقدسا، بل إن الله يشير إلى أنه رجس، وبالتالي لا قدسية أو إقرار يخصوصه.
في حين يتفق غالبية المسيحيين أنه تم رفع القيود الغذائية التي نص عليها العهد القديم مع العهد الجديد الذي أتى به المسيح، وهو الرأي المعروف باسم استبدالية، هناك وجهات النظر حول العهد القديم الذي يعتقدون أنه يجب أن يظل تحت الملاحظة. أنصار هذا الرأي قد يجادل، على سبيل المثال، أن دانيال في العهد القديم تحدث، عن الطعام والشراب النجس بأنه «تدنيس لجسد الإنسان»Daniel 1:8, وأن العهد الجديد قد نص أن جسد الإنسان هو يمثل «هيكل الرب»، و «إذا كان أي شخص يدنس هيكل الرب، فإن الله سوف يدمره». قراءة بعض ردود المسيح للإستجواب من قبل الفريسيين في Matthew 15:1-2 و Matthew 15:19-20 التي تعني أن تصريحاته حول «الذي يمضي في الفم» (Mark 7:14–23 و Matthew 15:10–11) تشير إلى مسألة غسل اليدين، بدلا من الأطعمة النظيفة وغير النظيفة.
يرى آخرون أيضا أن القيود الغذائية تسبق سفر اللاويين، وأن بولس في Colossians 2 كان يشير إلى أيام العيد الاحتفالية مثل عيد الفطير والأطعمة غير نظيفة والدنسة. ويرى آخرون أن وجهة النظر الليبرالية تعني ضمنا قبول حتى الكحول والتبغ والفئران والصراصير بأنها «غذاء نظيف»; وأن الله لم يعلن شيئا أنه رجس ثم يغير رأيه.
أنصار وجهة النظر الأكثر صرامة قد تنازعوا عليها أيضا فيما يختص بتفسير رؤية لبطرس Acts 10:5-10 ، مدعيا أن الله كان فقط ألقى مجرد تعليمات بعدم الإشارة إلى غير اليهود بأنهم «نجس» منذ أن امتد الخلاص لهم. وذكر هذا بوضوح من قبل بطرس لاحقا في الفصل من أعمال الرسل 10:28 («ولكن الله قد أراني أن لا أدعوا أي رجل دنسا أو نجسا».) وفي أعمال الرسل 10:14 بطرس يميز بين «مدنس» (اليونانية κοινόν) و «النجس» (ακάθαρτον اليونانية) التي أجاب الله في الآية التالية: «ما طهره الله لا يجب أن تدعوه أنت مدنس [κοίνου]».

## الإسلام
في الإسلام تعتبر العديد من الحيوانات غير نظيفة وإستهلاكهم محرم ( حرام )، إلا في حالة الضرورة. في حين يسمح لأنواع أخرى أنها ( حلال )، طالما يتم ذبحها بطريقة سليمة ومع التسمية باسم الله.
القرآن يحرم صراحة إستهلاك «لحم الخنازير» إذا كان شخص ما قد اعتنق الإسلام، فإن الله «يسمح له بأن يتناول أي شئ يعد جيدا ويمنعه من ما هو سيء، وأنه يحرره من أعبائه الثقيلة ومن الأثقال التي كان يرزح تحتها».
لحيوانات أخرى، فإن الإسلام يولى أهمية كبيرة لطريقة موتها: فالشريعة تحظر الدم والجيفة («الميتة»)، وأي حيوان تم «قتله خنقا» أو عن طريق «ضربة عنيفة»، أو عن طريق «سقوط من مكان مرتفع»، أو عن طريق «نطحه حتى الموت». أيضا تحظر الشريعة أكل أي حيوان تم افتراسه من قبل الحيوانات البرية، ما لم يكن الشخص قادرا على ذبحه قبل أن يموت.
وأخيرا، فإن القرآن يحرم الطعام الذي يتلى عليه اسم غير اسم الله، والتي تم التضحية بها لغير الله أو قد يتعرض لممارسة وثنية من الاستقسام بالأزلام. طعام ذبح من قبل رمز وثني شرك بالله يحظر، ولكن الغذاء الذي هو مقبول لدى اليهود والمسيحيين يسمح به للمسلمين فضلا.
من ناحية أخرى، في التقاليد الإسلامية هناك العديد من الحيوانات التي لا تعتبر جيدة للأكل، وبالتالي  حرام . وتشمل هذه الأسد، النمر، النسر، الحدأة، الصقر والعقرب. .[بحاجة لمصدر] يسمح الأسماك وغيرها من المأكولات البحرية (حتى لو لم تذكى), وكذلك لحم الجمل والأرنب. ممنوع إستهلاك لحم أي حيوان له مخالب من قبل المسلم. [بحاجة لمصدر]

### الكلاب

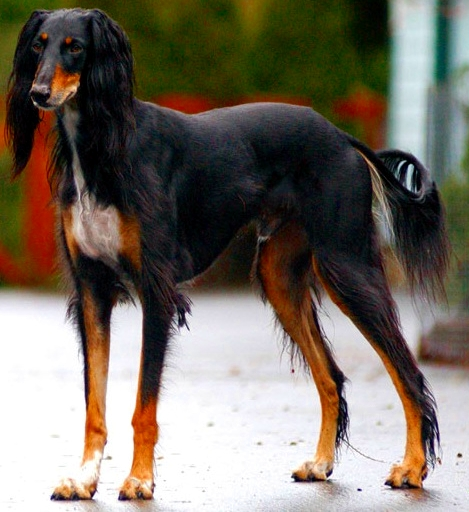
الكلب السلوقي.

وفقا لمعظم علماء السنة، الكلاب يمكن أن تكون مملوكة من قبل المزارعين، والصيادين، والرعاة لغرض الصيد والحراسة وينص القرآن على أنه يجوز أن يأكل الإنسان مما تصطاده كلاب الصيد المدربة. ومن بين كلاب البدو، تصطحب فصيل الكلب سلوقي ويسمح بها في الخيام. ومع ذلك، فإن العديد من علماء الإسلام قد قرروا على أن الكلاب تعتبر نجسة، وأن المسلمين الذين يصابون من لعاب الكلب يجب عليهم التقيد بطقوس الطهارة وفقا للسنة التي وردت في الحديث عن الرسول ﷺ، ويجب غسل الوعاء الذي يستخدمه الكلب في الشراب سبع مرات، منها مرة واحدة بالرمل النظيف المخلوط مع الماء، قبل أن يستخدمه الشخص في الأكل.[بحاجة لمصدر]

## راستافارية
يعتقد الكثير من الراستافارية أن الخنازير حيوانات نجسة وترتبط بنظام غذائي يعرف باسم إيتال.

## المحرمات الثقافية بالنسبة للحيوان
في كثير من المجتمعات هناك محرمات ثقافية قوية (ولكن غير دينية) عن الأكل أو وجود علاقة مع بعض الحيوانات. على سبيل المثال، في معظم البلدان الغربية هناك من محرمات ثقافية قوية ضد أكل الكلب، القط، والحصان، أو لحم القرد.

## الروابط الخارجية
- Laws of Judaism Concerning Ritual Purity and Cleanliness
- Not All Meats Are Food
- Laws of Islam Concerning Food